# Ferdinand Marian
Ferdinand Marian, właściwie Ferdinand Heinrich Johann Haschkowetz (ur. 14 sierpnia 1902 w Wiedniu, zm. 7 sierpnia 1946) – austriacki aktor, znany głównie z roli Josepha Süssa Oppenheimera z filmu Żyd Süss.

## Cień Żyda Süssa
Aktorstwo rozpoczął w 1933 rolą w filmie Der Tunnel. Zagrał w wielu produkcjach, jednak cień na całą jego karierę rzuciła rola tytułowego bohatera w Żydzie Süssie, głośnym antysemickim filmie w reżyserii Veita Harlana. Ten obraz, nakręcony pod nadzorem Josepha Goebbelsa, jest uznawany za jeden z najbardziej nienawistnych wobec Żydów. Jego tytułowy bohater przedstawiony został według nazistowskich propagandowych stereotypów, a cechy takie jak: chciwość, skąpstwo, przestępcze skłonności, obyczajowe dewiacje oraz fizyczna brzydota noszą w filmie wyłącznie Żydzi. Pojawiająca się w początkach filmu scena zgolenia brody i zdjęcia chałata przez Oppenheimera przed pierwszą podróżą do księcia jest zawoalowaną ilustracją antysemickiego stereotypu o ukrywaniu przez Żydów swojej prawdziwej natury w celu zbliżenia się do innych nacji i środowisk z jednoznacznie złymi intencjami.

## Życie prywatne
Życie prywatne Mariana było całkowitym zaprzeczeniem jego roli w filmie Żyd Süss. Miał półżydowską córkę z pierwszego małżeństwa z żydowską pianistką Irene Saager. Były mąż jego drugiej żony był Żydem, którego ukrywał w swoim domu przed represjami. Ponadto, kiedy opierał się przyjęciu roli Oppenheimera, Goebbels zaszantażował go, grożąc uwięzieniem jego pasierba, posiadającego po ojcu żydowskie pochodzenie.
Zginął w wypadku drogowym w 1946 w Bawarii, kiedy jechał do Monachium odebrać papiery denazyfikacyjne, które pozwoliłyby mu znów podjąć pracę. Inne źródła sugerują, że było to samobójstwo. Został pochowany na Cmentarzu Północnym w Monachium.

## Filmografia
- 1949: Die Nacht der Zwölf jako Leopold Lanski
- 1949: Dreimal Komödie jako profesor von Arnim
- 1949: Das Gesetz der Liebe jako baron Pistolecrone
- 1945: Freunde jako Goildo
- 1944: In flagranti
- 1943: Münchhausen jako Graf Cagliostro
- 1943: Melodia miłości jako Michael
- 1943: Tonelli
- 1943: Reise in die Vergangenheit jako Carlo Ernst
- 1942: Ein Zug fährt ab jako Don Juan
- 1941: Wujaszek Krüger jako Cecil Rhodes
- 1940: Żyd Süss jako Joseph Suess Oppenheimer
- 1940: Aus erster Ehe jako profesor Helmerding
- 1940: Der Fuchs von Glenarvon
- 1939: Der Vierte kommt nicht jako Kolman
- 1939: Morgen werde ich verhaftet
- 1938: Nordlicht jako Halvard
- 1937: Habaniera jako Don Pedro de Avila
- 1937: Madame Bovary jako Roudolphe Boulanger
- 1937: Die Stimme des Herzens
- 1933: Der Tunnel jako Agitator